# ジャニュエル・ベロシアン
ジャニュエル・ベロシアン（Jeanuël Belocian、2005年2月17日 - ）は、グアドループ・レザビーム出身のフランス人サッカー選手。バイエル・レバークーゼン所属。ポジションはDF。

## クラブ経歴

### スタッド・レンヌ
2020年にスタッド・レンヌの下部組織へ加入し、2021年11月にクラブとプロ契約を結んだ。2022年3月20日、リーグ・アンのFCメス戦にて、79分にナイフ・アゲルドと途中交代してプロデビューを果たし、6-1での快勝に貢献した。2022-23シーズンにはUEFAヨーロッパリーグにて国際大会での試合を経験し、リーグ戦8試合に出場。2023-24シーズン開幕前にはクラブとの契約を2025年まで延長した。

### バイエル・レバークーゼン
2024年6月7日、バイエル・レバークーゼンに2029年6月30日までの5年契約で加入した。

## 代表経歴
2021年からフランスの世代別代表に招集されており、2022年6月にはUEFA U-17欧州選手権2022に出場し、大会優勝を経験した。

## 人物
1995年生まれの兄ウィルヘム・ベロシアンは、110メートルハードルのオリンピック選手である。